# Andinomyini
Los andinominos (Andinomyini) constituyen una tribu de roedores de la subfamilia Sigmodontinae. Incluye 2 géneros, cuyas 3 especies vivientes están distribuidas especialmente en las montañas andinas del centro-oeste de América del Sur.

## Taxonomía
Esta tribu fue descrita originalmente en el año 2016 por los zoólogos Jorge Salazar-Bravo, Ulyses Francisco José Pardiñas, Horacio Zeballos y Pablo Teta. El género tipo es Andinomys, taxón monotípico cuya única especie fue descrita originalmente en el año 1902 por el zoólogo británico Oldfield Thomas.
Etimología
Etimológicamente, el término Andinomyini es un topónimo que hace referencia a la Cordillera de los Andes, accidente orográfico relacionado marcadamente con la distribución de su género típico.

### Subdivisión
Esta tribu se compone de 2 géneros:
- Punomys Osgood, 1943
- Andinomys Thomas, 1902

## Distribución geográfica
Los andinominos constituyen una tribu de roedores medianos, endémicos del centro-oeste de América del Sur, que viven en altitudes entre 500 y casi 5000 m s. n. m.. Se encuentran en zonas montañosas andinas en elevaciones medias a altas en el Perú, Bolivia, norte de Chile y el noroeste de la Argentina, en hábitats que van desde pastizales de gran altura y áreas ecotonales hasta la Puna seca.
Punomys está restringido a afloramientos rocosos y sus áreas circundantes inmediatas en elevaciones superiores a 4400 m s. n. m. en ambos lados del Altiplano andino. Por su parte, Andinomys no es tan especializado, ya que se encuentra en altitudes entre 500 y 4000 m s. n. m. y múltiples hábitats, desde bosques subtropicales de montaña, Puna y Prepuna semiáridas hasta pastizales de altura.

## Características generales
La tribu Andinomyini fue diagnosticada formalmente como resultado que el clado formado por los dos géneros que la integran se recuperó de manera consistente y repetida en análisis filogenéticos de datos moleculares y morfológicos.
Está integrada por roedores de tamaño mediano (cabeza y cuerpo de adulto entre 130 y 180 mm), de conformación corporal pesada; pelaje dorsal largo (más de 17 mm), denso y laxo. Posee un patrón cromático pardo en las partes superiores y los costados, siendo las partes inferiores blanquecinas, con pelos grises o algo anteados; la cola es marcadamente bicolor y no posee pincel terminal. Entre otras características morfológicas propias, la tribu posee una serie de posibles sinapomorfias: presencia de ampliación caudal de la postzigapófisis de la segunda y octava vértebras torácicas, estómagos uniloculares y hemiglandulares con incisura y corpus especialmente prominentes y complementos cromosómicos muy similares.